# Hai-hui
Asociația HAI–HUI pentru Turism, Sport și Ecologie este o organizație care desfășoară activitați de protecție a mediului, promovare și dezvoltare durabilă a turismului montan, implicându-se în mod regulat în activitațile cultural-sportiv-ecologice.

## Membri
Membrii asociație HAI–HUI sunt tineri pasionați de munte, iar eforturile lor sunt rasplătite de frumusețile ascunse printre cărările munților, florile padurii, nopțile petrecute lânga focul de tabară și răsăritul văzut de pe un colț de stâncă. Activitatea se desfășoarâ sub semnul prieteniei, al dragostei fața de munte, iar pe cei care iubesc natura îi așteptăm cu drag și voie bună sa ne însoțească spre creste.
Membrii asociației participă la stagii de pregătire ce vizează următoarele domenii: ecologie, acordarea primului ajutor medical, cunoașterea zonelor montane din România, meteorologie făra formule, alpinism, floră și faună, fotografie, grafică, caricatură, afiș ecologic, diason, orientare sportivă, drumeție și activități culturale.

## Scop
Asociația HAI-HUI are ca scop crearea și dezvoltarea cadrului organizatorico-funcțional și material în vederea promovării unei atitudini de respect fața de mediul înconjurător, sensibilizarea tinerilor pentru protecția ecosistemelor și dezvoltarea spiritului ecologic al acestora..
Grupurile ținta ale asociației sunt reprezentate de:
- elevi, studenți și profesori care vor să activeze ca voluntari în proiecte de mediu;

- populația gorjeană, în vederea creării unui cadru instituțional mai larg de promovare;

- specialiști și responsabili de mediu, comisari cu protecția mediului din administrația locală, organizații non-guvernamentale.

## Activități
- organizarea unor excursii și drumeții pentru cunoașterea și înțelegerea problemelor mediului înconjurător;

- oferirea unor oportunițați de petrecere a timpului liber prin implicarea tinerilor în acțiuni sportiv-cultural-ecologice;

- participarea la Campionatul Național al Cluburilor de Turism din România;

- întâlniri în vederea punerii în discuție a unor probleme reale legate de mediu.

- crearea de proiecte și coordonarea acestora;

## Acțiuni
- TROFEUL CARPAȚILOR – 27 – 29 mai 2005, Baia de Fier – concurs de turism sportiv, peste 250 participanți. În cadrul acestui proiect a fost promovată și ecologizată zona turistică Peștera Muierilor, Baia de Fier, prin organizarea unui concurs de turism sportiv la care au participat peste 300 de persoane din întreaga țară;
- BUSOLA HAI-HUI – iunie – iulie – educarea tinerilor în spirit ecologic prin inițierea în orientare turistică – sportul pădurii În cadrul acestui proiect 15 tineri din Tg-Jiu au fost inițiați în sporturile montane. În urma participării la concursurile desfășurate în cadrul Campionatului Național al Cluburilor de Turism din România, aceștia au obținut locul I la alpinism practic, locul III la alpinism teoretic și locul III la proba sanitara;
- LIRA GHIOCEILOR – 26 – 28 februarie 2006, Cheile Buții, M-ții Retezat. Acțiune sportiv-cultural-ecologică desfășurată la nivel național, având ca scop oferirea unor oportunități de petrecere a timpului liber și educarea tinerilor în spirit ecologic. Au participat peste 170 de persoane din țară și străinătate;
- PLANTEAZĂ UN POM! – 15 martie – 15 aprilie 2006 –campanie derulată pentru a marca ”Luna Pădurii” în cadrul căreia au fost plantați peste 250 de arbuști forestieri în colaborarea cu Direcția Silvică Gorj prin Ocolul Silvic Tg-Jiu, au fost distribuiți fluturași informativi cu referire la importanța pădurii, au fost expuse, în cadrul unei expoziții organizate la nivel național, lucrări de grafică, fotografie, caricatură, afiș ecologic - toate cu tematică ecologică, au fost inițiate 17 persoane în sportul pădurii – orientare sportivă;
- ECO PARÂNG, ediția I – mai 2006, Baia de Fier – proiect de ecologizare a zonei din proximitatea Peșterii Muierilor & inițiere în sporturi eco;
- SĂ PĂSTRĂM MEDIUL PENTRU GENERAȚIILE VIITOARE – proiect realizat cu ocazia Zilei Internaționale a Mediului (05.06.2006) în parteneriat cu Agenția de Protecție a Mediului Gorj, Liceul cu Program Sportiv Tg-Jiu și Școala „Sfântul Nicolae” Tg-Jiu având drept scop tragerea unui semnal de alarmă în privința pericolului reprezentat de poluare asupra mediului natural și educarea societății pentru respectarea valorilor ecologice. În cadrul acestui proiect peste 250 de persoane purtând peste haine saci menajeri de care au fost lipite deșeuri au mărșăluit pe străzile orașului Tg-Jiu. Membrii ATSE HAI-HUI au elaborat și distribuit cetatenilor pliante informative referitoare la problemele mediului. Acțiunea a avut un impact puternic, apreciată de autorități, societatea civilă și mass-media locală și regională;
- DESCOPERĂ MUNȚII CARPAȚI! – septembrie 2007 – eveniment organizat cu ocazia Zilei Internaționale a Munților Carpați (26 septembrie) la care au participat peste 200 de voluntari și elevi. Acțiunea a avut drept scop promovarea Munților Carpați și s-a desfășurat în zona centrală a municipiului Tg-Jiu, fiind intens mediatizată;
- ECO PARÂNG, ediția a II-a – mai 2007, Baia de Fier – proiect de ecologizare a Peșterii Muierilor & inițiere în sporturi eco;
- ALEGE MUNTELE 2006 – proiect de educație ecologică în cadrul căruia tinerilor gorjeni li s-a oferit o oportunitate de petrecere a timpului liber prin implicarea în acțiuni sportiv-cultural-ecologice. Asociația a igenizat zona turistică Lainici, din Parcul Național Valea Jiului și a obținut locul V la finalul campionatului național al cluburilor de turism din Romania;
- LIRA RETEZATULUI – noiembrie 2007, concurs cu tematică cultural-ecologică-turistică, Cheile Buții, M-ții Retezat. A fost desemnat CEL MAI BINE ORGANIZAT CONCURS AL ANULUI 2007;
- ECO PARÂNG, ediția a III-a – mai 2008, Baia de Fier – proiect de ecologizare a zonei din proximitatea Peșterii Muierilor & inițiere în sporturi eco;
- O ȘANSĂ PENTRU NATURĂ – aprilie – iulie 2007, proiect finanțat de Mol România și Fundația pentru Parteneriat ce a avut drept scop: tragerea unui semnal de alarmă în privința pericolului reprezentat de poluare asupra mediului natural, amenajarea unui parc public, plantarea arbuștilor forestieri și educarea societății într-un spirit verde;
- LIRA TOAMNĂ ÎN RETEZAT – noiembrie 2008, concurs cu tematică cultural-ecologică-turistică, Cheile Buții, M-ții Retezat. A fost desemnat CEL MAI BINE ORGANIZAT CONCURS AL ANULUI 2008;
- ÎMPREUNĂ PENTRU NATURĂ - finanțat în anul 2008 de către BRD;
- VOLUNTARI PENTRU MUNTELE OSLEA – finantat de MOL Romania si Fundatia pentru Parteneriat – aprilie – octombrie 2009, având drept scop: promovarea și popularizarea ariei naturale Muntele Oslea, ridicarea nivelului de acceptare a acesteia în rândul comunității locale, educarea tinerilor într-un spirit verde - prin oferirea unor oportnitati de petrecere a timpului liber in natura si implicarea in activitati tip Junior Ranger.